# Maribel López Pérez de Ojeda
Maribel López Pérez de Ojeda   (Santa Pola, 1931 - Santa Pola, 14 d'agost de 2015) va ser una professora alacantina de llengua i literatura romàniques a la universitat de Berkeley.

## Vida i obra
Nascuda a Santa Pola, el 1949 va conèixer un enginyer suís-alemany, Edgar Werner-Hopf, que estava de vacances a la platja alacantina. El 1951 s'hi va casar i van anar a viure a Stanford (Califòrnia), on el seu marit era professor i membre del club alpí de la universitat. L'any 1952 Edgar Werner-Hopf va morir en un accident de muntanya al Mont Shasta i ella, dos anys després, es va tornar a casar amb el matemàtic alemany Hans-Joachim Bremermann, mentre estudiaven tos dos a Berkeley. Ella es va graduar a la universitat de Califòrnia a Berkeley i va obtenir l'habilitació docent a la Universitat Estatal de San Francisco.

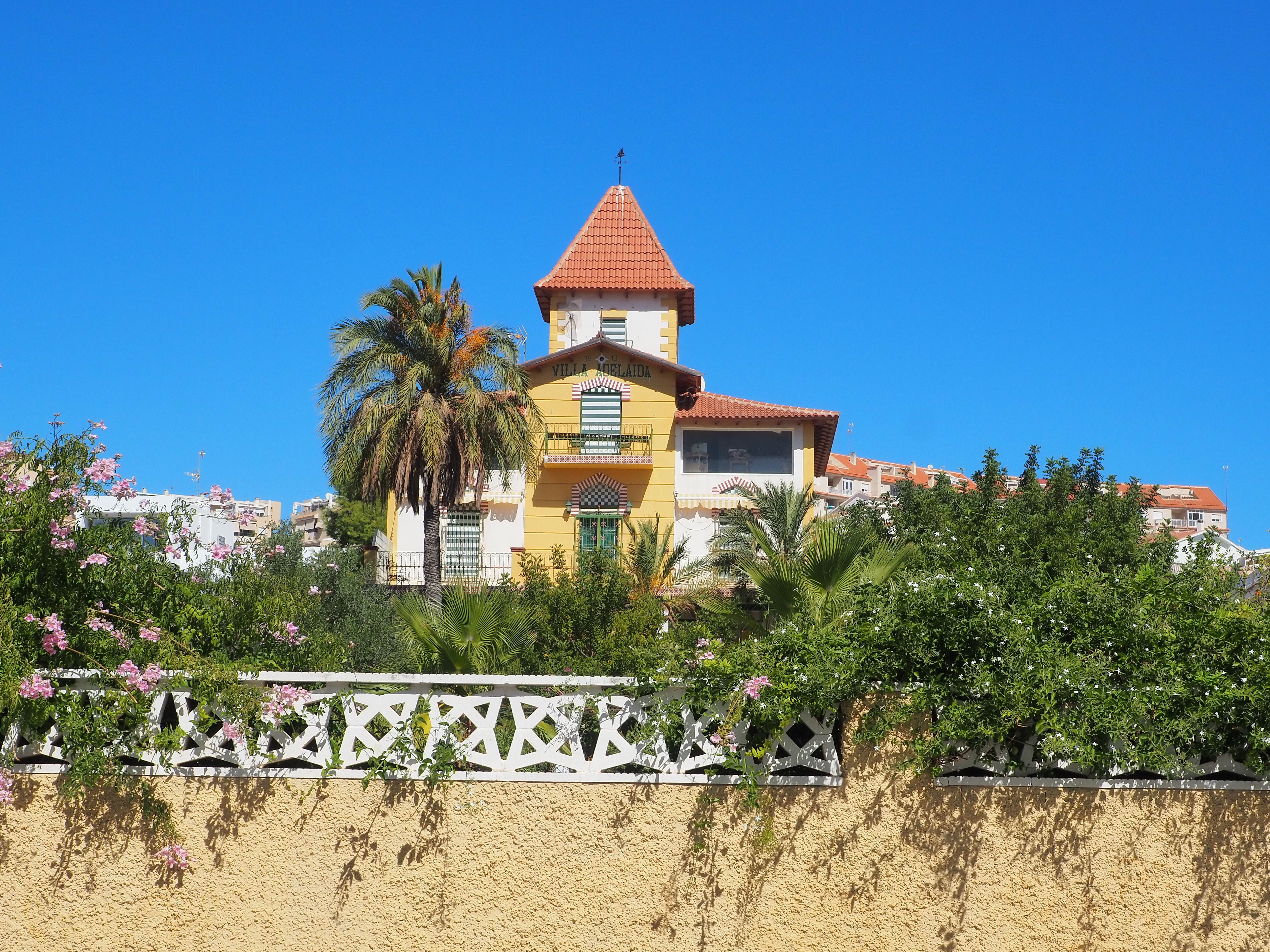
Villa Adelaida, al centre de Santa Pola

A partir de 1959 va viure amb el seu marit a Berkeley on va obtenir el doctorat en llengua i literatura espanyola el 1972. Després de morir el seu segon marit d'un càncer el 1996, es va tornar a casar amb un dels seus amics, Harsimran Singh Mendiratta, i va tornar a Santa Pola, on va residir a la casa familiar Villa Adelaida fins a la seva mort el 2015. En morir, va cedir l'edifici a l'ajuntament de Santa Pola per a crear un centre de promoció de l'estudi dels joves talents.